# Leioproctus alloeopus
Leioproctus alloeopus är en biart som beskrevs av Maynard 1991. Leioproctus alloeopus ingår i släktet Leioproctus och familjen korttungebin. Inga underarter finns listade i Catalogue of Life.

## Bildgalleri

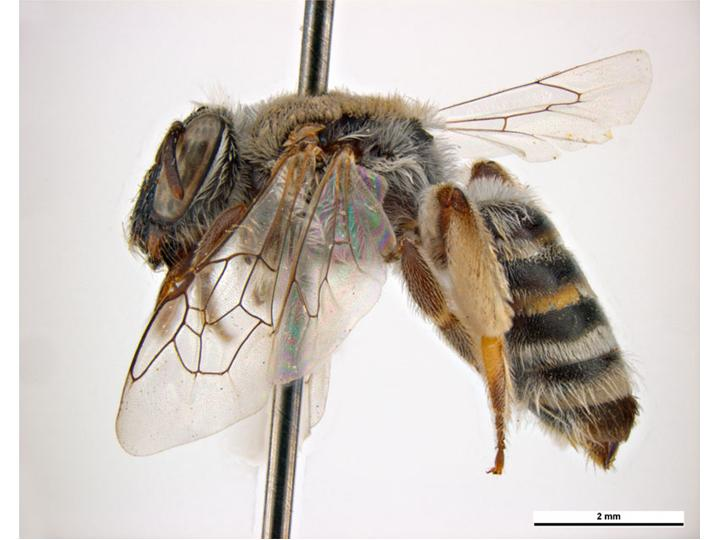
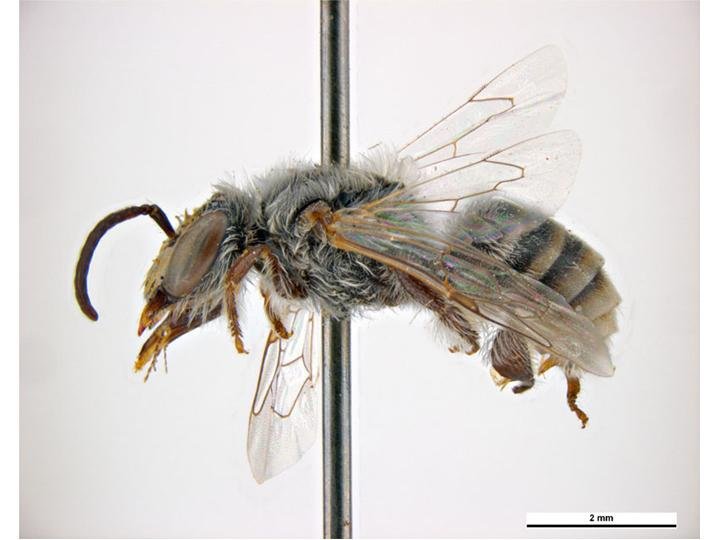